# Helmut Heißenbüttel
Helmut Heißenbüttel (Wilhelmshaven, 21 de Junho de 1921 — Glückstadt, 19 de Setembro de 1996)  foi um romancista e poeta alemão do século XX. Vanguardista, experimentou diversas técnicas para se libertar da sintaxe tradicional e dos elementos simbólicos e emotivos da linguagem, aprofundando experiências de dadaístas e expressionistas, porém de forma mais construtivista. O romance D'Alemberts Ende (1970) é uma sátira à cultura com personagens construídas à base de citações.

## Obras Principais
- Kombinationen. Bechtle, Esslingen 1954.
- Topographien. Esslingen 1956.
- Textbuch 1. Walter, Olten-Freiburg i.Br. 1960.
- Textbuch 2. 1961.
- Textbuch 3. 1962.
- Textbuch 4. 1964.
- Textbuch 5. 3x13 mehr oder weniger Geschichten. 1965.
- Textbuch 6. Neue Abhandlungen über den menschlichen Verstand. Luchterhand, Neuwied-Berlin 1967. *Das Textbuch. Leicht veränderte Gesamtausgabe.  Walter + Luchterhand, Berlin 1970.
- Textbücher 1-6. Neue Gesamtausg. Klett-Cotta, Stuttgart 1980, ISBN 3-12-903450-1
- Projekt Nr. 1. D'Alemberts Ende.  Luchterhand, Berlin 1970. (Ungekürzte Neuausgabe, Ullstein,  Ffm-Berlin-Wien 1981, ISBN 3-548-39025-0) (Neuausgabe, Klett-Cotta, Stuttgart 1988, ISBN 3-608-95609-3
- Das Durchhauen des Kohlhaupts. Gelegenheitsgedichte und Klappentexte. Projekt Nr. 2. Luchterhand, Darmstadt-Neuwied 1973, ISBN 3-472-86381-1 (Neuausgabe Stuttgart 1989, ISBN 3-608-95689-1)
- Eichendorffs Untergang und andere Märchen. Klett-Cotta, Stuttgart 1978.
- Wenn Adolf Hitler den Krieg nicht gewonnen hätte. Historische Novellen und wahre Begebenheiten. Projekt 3/2. Stuttgart 1979, ISBN 3-12-903580-X
- Das Ende der Alternative. Einfache Geschichten. Projekt 3/3. 1980, ISBN 3-12-903610-5
- Die goldene Kuppel des Comes Arbogast oder Lichtenberg in Hamburg. Fast eine einfache Geschichte. Weihnachtsgabe des Klett-Cotta-Verl. Klett, Stuttgart 1979, ISBN 3-12-903600-8  (1500 Expl.)
- Ödipuskomplex made in Germany. Gelegenheitsgedichte Totentage Landschaften 1965-80. Stuttgart 1981, ISBN 3-12-903590-7
- Textbuch 8. 1981-85. Stuttgart 1985.
- Textbuch 9. 3x13x13 Sätze 1981-84. Stuttgart 1986.
- Textbuch 10. Von Liebeskunst. 1986. (and. Version m. Zeichnungen v. A. Sandig 1985), ISBN 3-921743-30-3
- Textbuch 11. In gereinigter Sprache. 1987.
- Anthologien. Franz-Ottokar Mürbekapsels Glück und Ende. Erzählungen. Volk+Welt, Berlin 1983, Stuttgart 1985, ISBN 3-608-95305-1
- Den Blick öffnen auf das, was offen bleibt. Lesebuch. dtv, München 1986, ISBN 3-423-10579-8
- Das Sagbare sagen. Auswahl Hubert Arbogast. Stuttgart 1998, ISBN 3-608-93428-6

## Prêmios (seleção)
- 1969 - Prêmio Georg Büchner
- 1979 - Bundesverdienstkreuz